# راسيل ديفيس (لاعب كرة قدم أمريكية أمريكي)
راسيل ديفيس (بالإنجليزية: Russell Davis)‏ هو لاعب كرة قدم أمريكية أمريكي، ولد في 15 سبتمبر 1956 في ميلن في الولايات المتحدة.

## وصلات خارجية
- راسيل ديفيس على موقع مرجع كرة القدم المحترفة.كوم (الإنجليزية)